# Miljan Džogazović
Miljan Džogazović (1ª agosto 1989) è un giocatore di football americano serbo, che gioca nel ruolo di offensive lineman per i Beograd Vukovi.